# Zhenfeng
Zhenfeng (贞丰县,  Zhēnfēng Xiàn) ist ein chinesischer Kreis in der Provinz Guizhou. Er gehört zum Verwaltungsgebiet des Autonomen Bezirks Qianxinan der Bouyei und Miao. Die Fläche beträgt 1.502 Quadratkilometer und die Einwohnerzahl 313.500 (Stand: Ende 2018).